# Rosalia Price
Rosalia Price, de soltera Masson (alrededor de 1790), también conocida como Rosalia Masson-Price y Madame Price, fue una artista de circo británica (acróbata y artista de pantomima). Su cuñada fue Hanne Tott, también llamada Madame Price.
Estuvo activa en Suecia entre 1787 y 1790. Junto con su marido, el acróbata Peter Price (1761-1790), fundó el primer circo en Estocolmo y Escandinavia. 

## Trayectoria
Rosalia Masson se casó con el también artista circense Peter Price, de Londres, con quien tuvo tres hijos. Junto con su cuñado James Price (1761-1805), fundaron una compañía de circo, donde actuaban principalmente con acróbatas y pantomima a caballo. Tras haber solicitado un permiso para actuar en Dinamarca, que les fue negado, sí les fue concedido el permiso para actuar en Suecia y, en octubre de 1787, fundaron un circo en Estocolmo.
Aunque anteriormente un acróbata a caballo, Jacob Bates, había actuado en Estocolmo en 1770, el circo Price fue la primera compañía de circo en Suecia que supuso la introducción del circo en Escandinavia: su cuñado James y su esposa Hanne Tott introdujeron el circo en Dinamarca y Noruega en la década de 1790.
El circo Price tuvo éxito en Estocolmo, donde ella era la atracción principal, ya que, a menudo, se la mencionaba en primer lugar cuando se nombraba el circo. Ella se centró en las acrobacias a caballo mientras él hacía pantomima y mostraba su fuerza.
También recorrieron los pueblos suecos. En un incidente en el Comediehuset de Gotemburgo, Rosalía Price amenazó al público con un látigo y una pistola porque habían mostrado su descontento, lo que convirtió un fiasco en un éxito.
El circo Price abandonó Suecia en 1790. Puede que Peter Price muriera ese mismo año, ya que Rosalia Price se volvió a casar con el acróbata a caballo Christoph de Bach y lo siguió a Viena.